# Bracon chasanicus
Bracon chasanicus är en stekelart som beskrevs av Vladimir Ivanovich Tobias 2000. Bracon chasanicus ingår i släktet Bracon och familjen bracksteklar. Inga underarter finns listade.